# Lobt ihn mit Herz und Munde, BWV 220
Lobt ihn mit Herz und Munde, BWV 220 (en español, Alabado sea con corazón y voz) es una cantata de la iglesia de un compositor desconocido, anteriormente atribuida a Johann Sebastian Bach.

## Historia y texto
La cantata fue escrita para la Fiesta de la Natividad de San Juan Bautista. Deriva de una coral de Ludwig Humbold (partituras) y del Libro de Isaías (Isaías 61:10).

## Partitura y estructura
La pieza tiene partitura para solistas de alto, tenor y bajo, coro de cuatro partes, flauta travesera, dos oboes , dos violines, viola y bajo continuo.
Consta de cinco movimientos:
1. Coral: Lobt ihn Herz und Munde
2. Aria (tenor): So preiset den Höchsten, den König des Himmels
3. Recitativo (bajo): Auf Gottes Preis muss alle Freude zielen
4. Aria (alto): ich in Gott und Jesu freuen
5. Coro: Ich freue mich im Herrn

## Grabaciones
- Alsfelder Vokalensemble / Steintor Barock Bremen, Wolfgang Helbich. The Apocryphal Bach Cantatas. CPO, 1991.